# S!FeliCa
S!FeliCa（エス!フェリカ）は、ソニー株式会社が開発した非接触ICカード通信技術FeliCaを搭載した携帯電話を、支払いや会員証として利用できるようにするソフトバンクのサービスである。ボーダフォン時代の旧称はVodafone Live!Felica。
EdyやモバイルSuicaなど主要なサービスには対応しており、その他のサービスについてもソフトバンク機種のみ対応していないというケースは少なくなった（ただし、NTTドコモのおサイフケータイのみに対応するサービスも依然としてある）。
このFeliCa ICチップを内蔵したソフトバンクモバイルの携帯電話を他社と同様に「おサイフケータイ」と呼ぶ。おサイフケータイはNTTドコモの登録商標であり、許可を得て使用している。

## 沿革
- 2005年11月11日
  - Vodafone 703SHfでサービスを開始した。発売の時点で、703SHfはおサイフケータイ最小サイズであった。
  - Edyのモバイルサービスを開始。
  - ANAモバイルAMCアプリのモバイルサービスを開始。
- 2006年
  - 10月1日 - ボーダフォンがソフトバンクモバイルに社名変更されたことから、サービスの名称を「Vodafone Live!Felica」から「S!FeliCa」に変更。
  - 12月2日 - モバイルSuicaサービスを開始。
- 2007年
  - 4月2日 - NTTドコモとコカコーラが共同開発した電子マネーCmodeにサービス対応。
  - 6月4日 - Mobile Edyのサービスに対応。
  - 9月12日 - nanacoモバイルのサービスを開始。
- 2008年3月1日 - WAONモバイルのサービスを開始。

## 対応機種
- 2012年2月現在、このサービスに対応しているのは以下の機種である。
  - ※はMobile Edyのインターネット決済・モバイルSuica非対応機種
  - ◎はFeliCaチップ容量増量・IC通信対応（Faver 2.0対応）端末
  - ○はFeriCaチップ容量増量対応端末

### 東芝製
- 814T
- 815T/815T PB
- 830T
- 904T※
- 911T
- 912T
- 920T
- 921T

全機種とも2014年3月8日18時以降、モバイルSuicaは非対応。

### シャープ製
- 703SHf※
- 804SH※
- 810SH
- 811SH
- 812SH/812SHs/812SHsII
- 813SH
- 814SH
- 815SH
- 820SH
- 821SH
- 823SH
- 824SH
- 830SH/830SHs
- 831SH/831SHs◎
- 832SH/832SHs◎
- 841SH/841SHs◎
- 842SH◎
- 904SH
- 905SH
- 910SH
- 911SH
- 912SH
- 913SH/913SH G
- 920SH
- 921SH
- 923SH◎
- 930SH◎
- 931SH◎
- 932SH◎
- 933SH◎
- 934SH◎
- 935SH◎
- 936SH◎
- 940SH◎
- 941SH◎
- 942SH◎
- 943SH◎
- 944SH◎
- 945SH◎
- 002SH◎
- 004SH◎

### パナソニック製
- 823P◎
- 824P◎
- 832P◎
- 842P◎
- 920P◎
- 921P◎
- 930P◎
- 931P◎
- 940P◎
- 941P◎
- 942P◎
- 001P◎

### カシオ製
- 830CA○
- 930CA○

### NEC製
- 830N○
- 831N○
- 840N○
- 841N○
- 930N○
- 931N○
- 940N○
- 001N○

### サムスン製
- 940SC◎
- 941SC◎

全機種とも2014年3月8日18時以降、モバイルSuicaは非対応。

## FeliCaチップ
- 約5KB(380ブロック)の容量である。通常、エリアAとして使われる。
- モバイルSuicaをインストールする場合、専用のエリアB(137ブロック)という領域が作成される。エリアBを削除するには、ソフトバンクショップにてICカードの初期化が必要となる。また、エリアBの削除を実行すると他のアプリも消去される。
- Faver 2.0対応端末では約15KBの大容量チップを搭載し、IC通信も可能である。